# Aserbajdsjans fodboldforbund
Azərbaycan Futbol Federasiyaları Assosiasiyası (AFFA) er Aserbajdsjans fodboldforbund og dermed det øverste ledelsesorgan for fodbold i landet. Det administrerer Yüksək Dəstə (landets bedste fodboldrække) og landsholdet og har hovedsæde i Baku.
Forbundet blev grundlagt i 1992 og blev i 1994 både medlem af FIFA og UEFA.

## Ekstern henvisning
- AFFA.az

| Fodbold | Spire Denne artikel om en fodboldorganisation er en spire som bør udbygges. Du er velkommen til at hjælpe Wikipedia ved at udvide den. |